# Werner Gust
Werner Gust (Bernickow, 3 de maio de 1910 - Berlim, 2 de agosto de 1979) foi um oficial alemão que serviu no Deutsches Heer durante a Segunda Guerra Mundial. Foi condecorado com a Cruz de Cavaleiro da Cruz de Ferro com Folhas de Carvalho.

## Condecorações
| Cruz de Ferro (1939) 2.ª Classe                                  |                        |
| Cruz de Ferro (1939) 1.ª Classe                                  |                        |
| Distintivo de Feridos em Preto                                   |                        |
| Distintivo da infantaria de assalto                              |                        |
| Distintivo de Honra do Exército                                  |                        |
| Medalha da Frente Oriental                                       |                        |
| Cruz Germânica em Ouro                                           | 2 de fevereiro de 1942 |
| Cruz de Cavaleiro da Cruz de Ferro                               | 7 de fevereiro de 1944 |
| Cruz de Cavaleiro da Cruz de Ferro com Folhas de Carvalho nº 624 | 18 de outubro de 1944  |